# Фрумкін Яків Павлович
Я́ків Па́влович Фру́мкін (4 (17) серпня 1902, Смоленськ — 2 жовтня 1978, Київ) — український радянський психіатр, професор (з 1932 року), доктор медичних наук (з 1940 року), заслужений діяч науки УРСР (з 1964 року). Член ВКП(б) з 1943 року.

## Біографія
Народився 4 (17 серпня) 1902 року у Смоленську. У 1924 році закінчив медичний факультет 1-го Московського університету (учень відомого психіатра П. Б. Ганнушкіна) і до 1930 працював ординатором та асистентом у психіатричній клініці 2-го Московського університету. В 1931–1932 роках працював в Омському медичному інституті. З 1933 року — завідувач кафедри психіатрії Київського медичного інституту, з 1975 — консультант цієї кафедри.

Могила Якова Фрумкіна

Помер 2 жовтня 1978 року в Києві. Похований на Байковому кладовищі (ділянка № 1).

### Родина
Батько доньок-лікарок. Зять — науковець-біохімік, доктор медичних наук Юрій Хмелевський (1930—2014).

## Наукова діяльність
Автор понад 150 наукових праць, які присвячено питанням клініки, систематики, диференційної діагностики та лікування психічних розладів, організації психіатричної допомоги і викладання психіатрії, методологічним питанням психіатрії.
Уперше описав такі клінічні поняття, як «невизначений тип афекту» (при шизофренії), «принцип відповідності» психопатологічних симптомів, деталізував клінічні форми епілепсії та типи епілептичного недоумства, клініку атеросклеротичного галюцинозу, «слідові механізми в психопатологічному симптомоутворюванні», «гострі психопатичні стани», «тріаду Фрумкіна» (при шизофренії). Під керівництвом (консультацією) Я. П. Фрумкіна виконано 9 докторських, 38 кандидатських дисертацій. Його учні очолили кафедри та відділи медичних та науково-дослідних інститутів багатьох регіонів України.

### Праці
- «Клинико-диагностический метод П. Б. Ганнушкина» // Советская невропатология, психиатрия и психогигиена, 1933, Т. 2, вып. 5. — с. 10-11.
- «Материалы к вопросу о клинической классификации эпилепсии» (1936).
- «Психиатрическая терминология» (1939).
- «Вопросы психиатрии» (1940).
- «Краткая дифференциальная диагностика некоторых психических заболеваний» (1950).
- «Учебный атлас психиатрии» (1962; співавтор).
- «Психиатрия. Таблицы и схемы» (1978; співавтор).